# Gargara iranica
Gargara iranica är en insektsart som beskrevs av Dlabola 1979. Gargara iranica ingår i släktet Gargara och familjen hornstritar. Inga underarter finns listade i Catalogue of Life.